# The Neighborhood (seriál)
The Neighborhood je americký sitcom, který měl premiéru 1. října 2018 na stanici CBS. Tvůrcem seriálu je Jim Reynolds. Hlavní role hrají Cedric the Entertainer, Max Greenfield, Tichina Arnold, Beth Behrs, Sheaun McKinney, Marcel Spears a Hank Greenspan. Dne 19. října 2018 bylo CBS oznámeno, že objednalo dalších 9 epizod a první řada je tak složena ze 22 dílů.
Dne 25. ledna byla stanicí CBS objednána druhá řada, která měla premiéru dne 23. září 2019. Třetí řada byla objednána v květnu 2020, ta měla premiéru dne 16. listopadu 2020.

## Synopse
Příběh seriálu sleduje nejsympatičtějšího chlapa na Středozápadě, který se se svou rodinou stěhuje do jedné ze čtvrtí v L.A. Nicméně ne všichni sousedé souzní s jeho dobrými sousedskými vztahy a to včetně jeho souseda od vedle, Calvina.

## Obsazení

### Hlavní role
- Cedric the Entertainer jako Calvin Butler
- Max Greenfield jako Dave Johnson
- Sheaun McKinney jako Malcolm Butler
- Marcel Spears jako Marty Butler
- Hank Greenspan jako Grover Johnson
- Tichina Arnold jako Tina Butler
- Beth Behrs jako Gemma Johnson

### Vedlejší role
- Malik S. jako Trey
- Gary Anthony Williams jako Ernie
- Edy Ganem jako Sofia

### Hostující role
- Maurice LaMarche jako HandyRandy79 (díl: „Welcome to the Repipe“)
- Juliette Goglia jako Meadow (díl: „Welcome to Game Night“)
- Marilu Henner jako Paula (díl: „Welcome to Thanksgiving“)
- Alexandra Chando jako Chloe (díl: „Welcome to Dinner Guest“)
- Jaris Lee Poindexter jako Tommy (díl: „Welcome to Stole Sneakers“)
- Mandell Maughan jako Lyndsey (díl: „Welcome to Fundraiser“)
- Jim Meskimen jako Dr. Bancroft (díl: „Welcome to Fundraiser“)
- Marla Gibbs jako slečna Simpson (díl: „Welcome to Yard Sale“)
- Josh Brener jako Trevor (díl: „Welcome to Malcolm's Job“)
- Geoff Stults jako Logan (díl: „Welcome to Logan #2“)
- Jim O'Heir jako Maynard (díl: „Welcome to Camping Trip“)
- Brian Thomas Smith jako Ed (díl: „Welcome to the Bully“)
- Kym Whitley jako LaTonya (díl: „Welcome to Bowling“)
- Cocoa Brown jako Regina (díl: „Welcome to Bowling“)
- Deborah Baker Jr. jako Brittany (díl: „Welcome to the Freeloader“)
- Victor Williams jako pastor Don (díl: „Welcome to the New Pastor“)

## Seznam dílů

### První řada (2018–2019)
| Č. v seriálu | Č. v řadě | Původní název                  | Režie           | Scénář                                     | Premiéra v USA     |
| ------------ | --------- | ------------------------------ | --------------- | ------------------------------------------ | ------------------ |
| 1            | 1         | Pilot                          | James Burrows   | Jim Reynolds                               | 1. října 2018      |
| 2            | 2         | Welcome to the Recipe          | Mark Cendrowski | Erica Montolfo-Bura                        | 8. října 2018      |
| 3            | 3         | Welcome to the Spare Key       | Jeff Greenstein | Devon Shepard                              | 15. října 2018     |
| 4            | 4         | Welcome to the Housewarming    | Ken Whittingham | Ryan Raddatz                               | 22. října 2018     |
| 5            | 5         | Welcome to Game Night          | Victor Gonzalez | Laura Moran                                | 29. října 2018     |
| 6            | 6         | Welcome to the Anniversary     | Victor Gonzalez | Ryan Noggle                                | 5. listopadu 2018  |
| 7            | 7         | Welcome to the Barbershop      | Victor Gonzalez | Malik S.                                   | 12. listopadu 2018 |
| 8            | 8         | Welcome to Thanksgiving        | Stan Lathan     | Isabelle Esposito                          | 19. listopadu 2018 |
| 9            | 9         | Welcome to the Dinner Guest    | Stan Lathan     | Tracey Ashley                              | 3. prosince 2018   |
| 10           | 10        | Welcome to the Stolen Sneakers | Mark Cendrowski | Bill Posley                                | 10. prosince 2018  |
| 11           | 11        | Welcome to the Fundraiser      | Victor Gonzalez | Sean Larkins, Lanie Siegel a Ben Slaughter | 17. prosince 2018  |
| 12           | 12        | Welcome to Grover's Birthday   | Victor Gonzalez | Michael Glouberman                         | 14. ledna 2019     |
| 13           | 13        | Welcome to Fight Night         | Phill Lewis     | Jim Reynolds                               | 4. února 2019      |
| 14           | 14        | Welcome to the Yard Sale       | Betsy Thomas    | Arthur Harris                              | 11. února 2019     |
| 15           | 15        | Welcome to Malcolm's Job       | Mark Cendrowski | Erica Montolfo-Bura                        | 18. února 2019     |
| 16           | 16        | Welcome to the Big Payback     | Anthony Rich    | Michael Glouberman                         | 25. února 2019     |
| 17           | 17        | Welcome to the Climb           | Mark Cendrowski | Ryan Raddatz                               | 11. března 2019    |
| 18           | 18        | Welcome to Logan #2            | Mark Cendrowski | Malik S.                                   | 25. března 2019    |
| 19           | 19        | Welcome to the Camping Trip    | Victor Gonzales | Laura Moran                                | 1. dubna 2019      |
| 20           | 20        | Welcome to the Repass          | Victor Gonzales | Ryan Noggle                                | 15. dubna 2019     |
| 21           | 21        | Welcome to the Conversation    | Jeff Greenstein | Jim Reynolds                               | 22. dubna 2019     |

### Druhá řada (2019–2020)
| Č. v seriálu | Č. v řadě | Původní název                 | Režie           | Scénář                       | Premiéra v USA     |
| ------------ | --------- | ----------------------------- | --------------- | ---------------------------- | ------------------ |
| 22           | 1         | Welcome to the Re-Rack        | Victor Gonzales | Jim Reynolds                 | 23. září 2019      |
| 23           | 2         | Welcome to the Bully          | Mark Cendrowski | Erica Montolfo-Bura          | 30. září 2019      |
| 24           | 3         | Welcome to the Fresh Coat     | Victor Gonzals  | Michael Glouberman           | 7. října 2019      |
| 25           | 4         | Welcome to Co-Habitation      | Mark Cendrowski | Brian Keith Etheridge        | 14. října 2019     |
| 26           | 5         | Welcome to Soul Food          | Mark Cendrowski | Laura Moran                  | 21. října 2019     |
| 27           | 6         | Welcome to the Wagon          | Phill Lewis     | Ryan Raddatz                 | 28. října 2019     |
| 28           | 7         | Welcome to the Vow Renewal    | Jeff Greenstein | Malik S.                     | 4. listopadu 2019  |
| 29           | 8         | Welcome to Bowling            | Mark Cendrowski | Ryan Noggle                  | 18. listopadu 2019 |
| 30           | 9         | Welcome to the Dealbreaker    | Mark Cendrowski | Don D. Scott                 | 25. listopadu 2019 |
| 31           | 10        | Welcome to the Digital Divide | Marian Deaton   | Isabelle Esposito            | 9. prosince 2019   |
| 32           | 11        | Welcome to the Scooter        | Ron Moseley     | Tracey Ashley                | 16. prosince 2019  |
| 33           | 12        | Welcome to the Freeloader     | Mark Cendrowski | Lanie Siegel a Ben Slaughter | 6. ledna 2020      |
| 34           | 13        | Welcome to the New Pastor     | Mark Cendrowski | Michael Glouberman           | 20. ledna 2020     |
| 35           | 14        | Welcome to Trivia Night       | Mark Cendrowski | Jim Reynolds                 | 3. února 2020      |
| 36           | 15        | Welcome to the Bad Review     | Victor Gonzales | Erica Montolfo-Bura          | 10. února 2020     |
| 37           | 16        | Welcome to the Hockey Game    | Mark Cendrowski | Ryan Raddatz                 | 17. února 2020     |
| 38           | 17        | Welcome to the Commercial     | Kelly Park      | Brian Keith Etheridge        | 9. března 2020     |
| 39           | 18        | Welcome to the Team           | Mark Cendrowski | Laura Moran                  | 16. března 2020    |
| 40           | 19        | Welcome to the Jump           | Victor Gonzales | Malik S.                     | 30. března 2020    |
| 41           | 20        | Welcome to the Standoff       | Mark Cendrowski | Michael Glouberman           | 13. dubna 2020     |
| 42           | 21        | Welcome to the Speed Bumb     | Mark Cendrowski | Ryan Noggle                  | 4. května 2020     |
| 43           | 22        | Welcome to the Campaign       | Mark Cendrowski | Don D. Scott                 | 4. května 2020     |

### Třetí řada (2020–2021)
| Č. v seriálu | Č. v řadě | Původní název                  | Režie           | Scénář                | Premiéra v USA     |
| ------------ | --------- | ------------------------------ | --------------- | --------------------- | ------------------ |
| 44           | 1         | Welcome to the Movement        | Mark Cendrowski | Jim Reynolds          | 16. listopadu 2020 |
| 45           | 2         | Welcome to the Election        | Mark Cendrowski | Michael Glouberman    | 23. listopadu 2020 |
| 46           | 3         | Welcome to the Couples Therapy | Ron Moseley     | Brian Keith Etheridge | 30. listopadu 2020 |
| 47           | 4         | Welcome to the Rooster         | Ron Moseley     | Ryan Raddatz          | 7. prosince 2020   |
| 48           | 5         | Welcome to the Road Trip       | bude oznámeno   | bude oznámeno         | 7. prosince 2020   |
| 49           | 6         | Welcome to the Turnaround      | bude oznámeno   | bude oznámeno         | 4. ledna 2021      |

## Produkce

### Vývoj
Dne 27. září 2017 byla stanicí CBS oznámena produkce pilotního dílu nového televizního seriálu, který dostal název Here Comes the Neighborhood. Scénář k pilotnímu dílu napsal Jim Reynolds, který je jedním z výkonných producentů. Společnosti produkující pilotní díl byli Kapital Entertainment, CBS Television Studios a Trill Television. Oficiálně byl pilotní díl objednán 26. ledna 2018. Dne 9. února 2018 bylo oznámeno, že ho bude režírovat James Burrows.
9. května 2018 bylo CBS oznámeno, že seriál získal celou řadu a byl přejmenován na Welcome to the Neighborhood. O pár dní později bylo oznámeno, že název seriálu by změněn na The Neighborhood. Den nato se také ohlásilo, že premiéra seriálu se uskuteční na podzim roku 2018 a bude vysílán každé pondělí od osmi hodin. Dne 9. července 2018 bylo oznámeno, že pilotní díl bude mít premiéru 1. října 2018. Dne 19. října 2018 stanice CBS uvedla, že objednala dalších 9 epizod a první řada je tak složena ze 22 dílů.
Dne 25. ledna byla stanicí CBS objednána druhá řada, která měla premiéru dne 23. září 2019. Třetí řada měla premiéru dne 16. listopadu 2020.

### Casting
V březnu 2018 bylo představeno hlavní obsazení seriálu, které se skládalo z Sheauna McKinneyho, Marcela Spearse, Cedrica the Entertainera, Joshe Lawsona a Tichiny Arnoldové. Dne 4. dubna 2018 bylo oznámeno, že se hlavní role ujme také Dreama Walker. Dne 15. května 2018 bylo oznámeno, že Joshe Lawsona nahradil v jeho roli Max Greenfield, a 11. června 2018, že Beth Behrs nahradila Dreamu Walker. Dne 11. října 2018 bylo ohlášeno, že se Marilu Henner objevila v seriálu jako hostující postava. Dne 10. prosince 2018 bylo uvedeno, že se Marla Gibbs objeví v seriálu jako host.